# Vultee P-66 Vanguard
O Vultee P-66 Vanguard foi um caça das Forças Aéreas do Exército dos Estados Unidos. Foi inicialmente adquirido pela Suécia, mas na época que as aeronave estavam prontas para serem exportadas em 1941, os Estados Unidos não permitiram sua exportação, designando-as P-66 e retendo para treinamento e forças defensivas. Eventualmente, um grande número foi enviado para a China, onde furam usados em serviço como aeronaves de combate com resultados mistos.

## Projeto e desenvolvimento

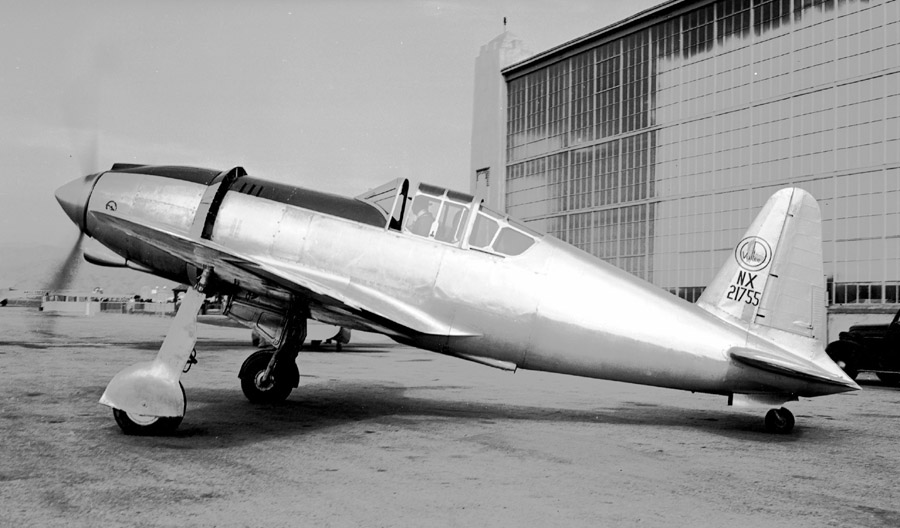
Versão experimental do Vultee Vanguard em 1940

O Vultee Vanguard foi o produto de uma ideia concebida no final da década de 1930 pela Vultee Aircraft, uma divisão da Aviation Manufacturing Corporation, desenvolvendo quatro aeronaves diferentes para missões diferentes, a partir de estruturas de asa, fuselagem traseira e cauda em comum. A empresa designou com quatro modelos diferentes: V-48 para um caça com um assento, BC-51 para um avião de treinamento de combate básico, B-54 para um treinador avançado e BC-54D como um treinador básico. Eventualmente, o BC-51 se tornaria o BC-3 do Corpo Aéreo do Exército dos Estados Unidos e o BC-54D, o BT-13.
Em 1938, Richard W. Palmer iniciou um projeto detalhado do V-48. A aeronave era inteiramente coberta de metal, fuselagem semi-monocoque e um trem de pouso completamente retrátil, motorizado com um motor radial Pratt & Whitney R-1830 Twin Wasp. Durante a construção do primeiro protótipo, foi tomada a decisão de aumentar o comprimento do eixo da hélice e instalar uma carenagem para reduzir o arrasto. A primeira aeronave voou em setembro de 1939, pilotada por Vance Breese, e recebeu a matrícula NX21755. O caça também recebeu o nome de Vanguard. No dia 9 de maio de 1940, o protótipo colidiu com um Lockheed Sirius enquanto pousava no aeródromo da Vultee, com o impacto danificando uma das pernas do trem de pouso principal. Ainda assim, Breese conseguiu pousar a aeronave com pouco dano. Foi subsequentemente reconstruído.
Os testes em voo demonstraram que a aeronave sofria de resfriamento inadequado. Algumas medidas para modificar os dutos de resfriamento foram de pouca valia. Após reavaliar o projeto, e notando que o decréscimo insignificante de arrasto não valia a pena pelo peso adicionado e problemas de resfriamento, o segundo protótipo, que recebeu o número de modelo V-48X e matrícula NX19999, foi modificado com um nariz convencional, com a primeira aeronave tendo sida similarmente modificada. O segundo protótipo voou em 11 de fevereiro de 1940. Como resultado dos testes em voo, algumas alterações foram feitas no projeto, aumentando substancialmente as áreas das superfícies de cauda, horizontal e vertical. 

## Histórico operacional

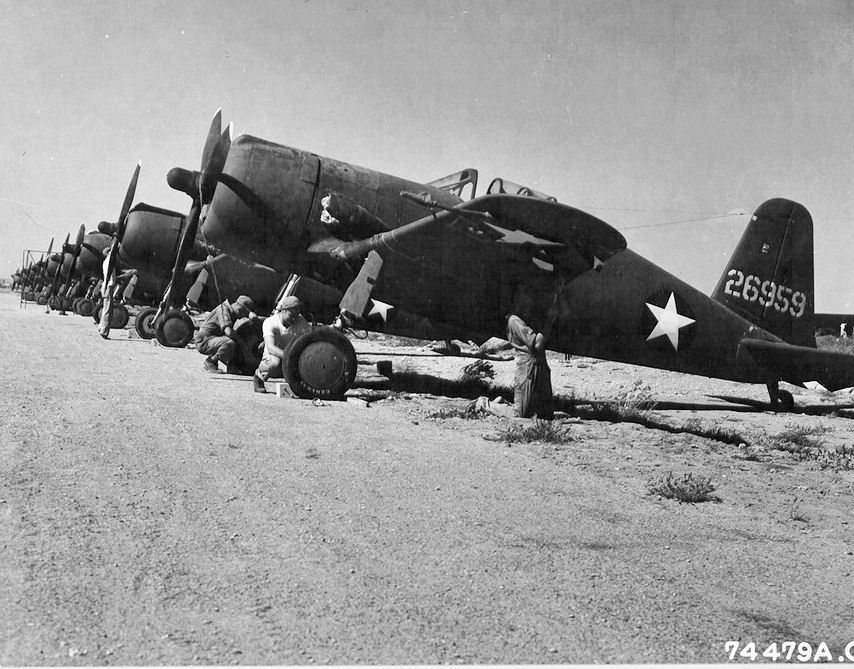
Vultee P-66 Vanguard no Aeródromo de Carachi, Índia, em 25 de outubro de 1942

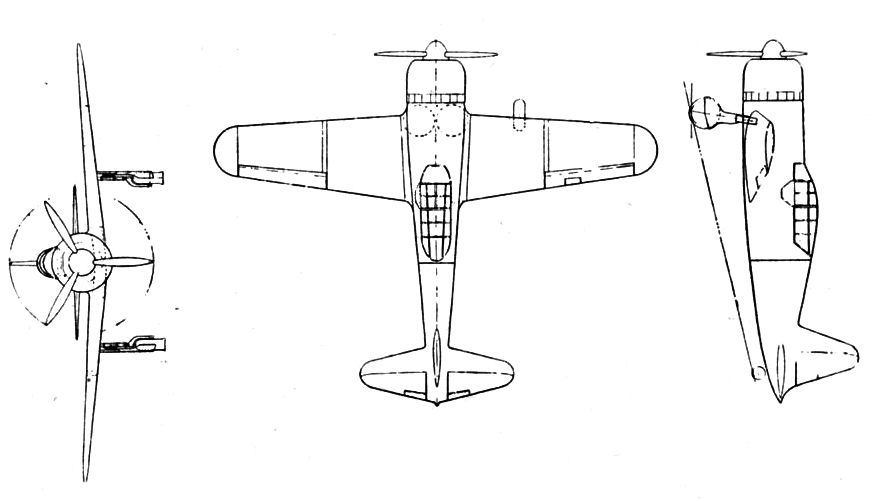
Desenho em três ângulos do Vultee Vanguard da L'Aerophile, maio de 1940

Em 6 de fevereiro de 1940, o governo sueco fez um pedido de 144 Vanguard, como V-48C. O protótipo de produção voou em 6 de setembro de 1940. O modelo V-48C era similar ao V-48X, exceto pela instalação de uma versão mais recente do motor R-1830 com melhor desempenho em altas altitudes e a provisão para quatro metralhadoras de 7.62 mm na asa, além de duas metralhadoras de 12.7 mm na fuselagem.
Quando as entregas de produção começaram em setembro de 1941, o governo dos Estados Unidos embargaram a exportação das aeronaves para a Suécia. Após o ataque a Pearl Harbor, todos os Vanguard receberam a designação P-66. A produção foi encerrada em abril de 1942. Cerca de 50 aeronaves foram retidas pela USAAF e utilizadas primariamente em bases de treinamento, sendo também enviadas para o 14º Grupo de Perseguição em missões defensivas. Apesar dos pilotos se impressionarem com a manobrabilidade do P-66, o modelo foi considerado pouco robusto e uma tendência de girar rapidamente em solo (ground-loop) levou 15 aeronaves a serem destruídas em acidentes durante o pouso.
O governo britânico tomou posse de 100 P-66, designando-os Vanguard I, com planos de utilizar a aeronave como treinador avançado no Canadá. Entretanto, após concluir seus testes, entregaram as aeronaves para a China, onde 104 Vanguard (incluindo os que estavam no USAAC) foram enviados no programa Lend-Lease. Inicialmente, estas aeronaves equipariam o Grupo de Voluntários Americanos (AVG); entretanto, planos para a criação de grupos adicionais foram suspensos após o ataque japonês a Pearl Harbor.
Os chineses receberam os caças já montados, passando pela Índia no final de 1942; os Vanguard chineses tinham a insígnia e números de série da USAAF, bem como marcas chinesas e números de série da Vultee. O registro ruim em combate do Vanguard na China começou devido a problemas que começaram ainda no trânsito destas aeronaves, onde um número de Vanguard foi destruído durante testes na Índia e outros enquanto voavam para a China. Os P-66 montados eram considerados não aeronavegáveis e abandonados em Carachi, resultando em apenas 12 Vanguard sendo utilizados em Kunming no 74º Esquadrão de Caça do 23º Grupo de Caça, não sendo muito utilizado em combate. Dois esquadrões chineses do 3º e 5º Grupo baseados em An-Su utilizaram a aeronave em combate de agosto de 1943 em diante. Entretanto, muitos P-66 foram destruídos em solo durante ataques japoneses, enquanto outros eram abatidos por erro quando eram confundidos com os Ki-43 "Oscar" e Ki-44 "Tojo", ambos produzidos pela Nakajima Aircraft Company.Apesar do Vanguard ter uma velocidade máxima de 340 miles per hour (550 km/h), não era páreo para os ágeis caças japoneses em manobras de alto "g", valendo-se em táticas de bater e correr contra os japoneses.
Os P-66 em serviço chinês foram substituídos pelo Curtiss P-40 em 1943. Um número de P-66 sobreviventes foram colocados em cavernas em Xunquim para uso na guerra civil contra os comunistas de Mao Tsé-Tung. Ainda em 1947, relta-se que havia muitos P-66 em suas caixas.

## Operadores
China
- Força Aérea da República da China
  - 3º Grupo
  - 5º Grupo

 Reino Unido
- Força Aérea Real, não utilizado. Aeronaves originalmente adquiridas pela Suécia, sendo entregues para a China.

 Estados Unidos
- Forças Aéreas do Exército dos Estados Unidos